# ديرك بوش
ديرك بوش (بالألمانية: Dirk Busch)‏ هو مغني وملحن ومغن مؤلف ألماني، ولد في 1951 في برونسبوتل في ألمانيا.

## وصلات خارجية
- الموقع الرسمي
- ديرك بوش على موقع IMDb (الإنجليزية)
- ديرك بوش على موقع ميوزك برينز (الإنجليزية)
- ديرك بوش على موقع ديسكوغز (الإنجليزية)